# Euplocia inconspicua
Euplocia inconspicua är en fjärilsart som beskrevs av Butler 1875. Euplocia inconspicua ingår i släktet Euplocia och familjen nattflyn. Inga underarter finns listade i Catalogue of Life.